# Chris Gueffroy

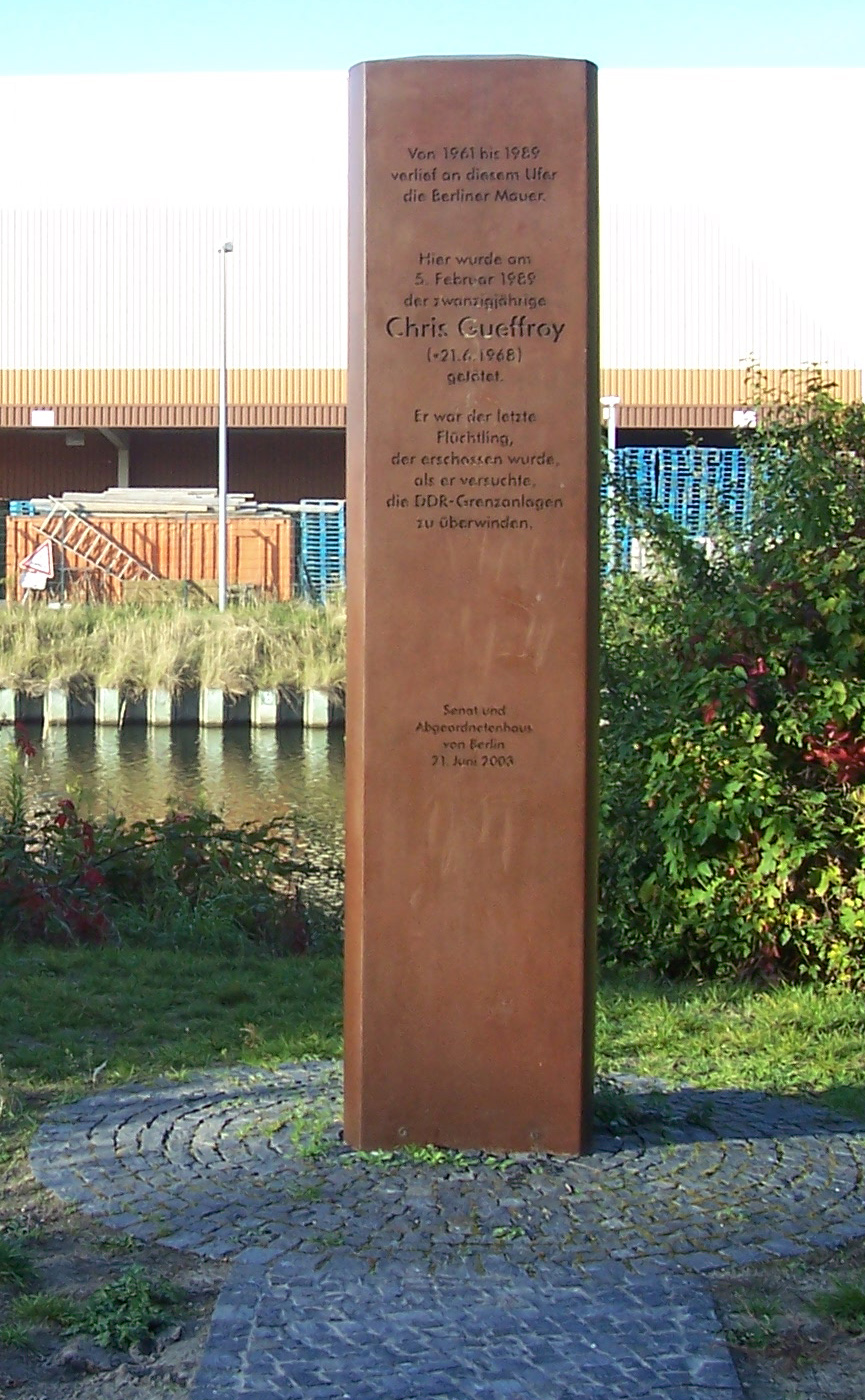
Pomnik poświęcony Chrisowi w Treptow-Köpenick

Chris Gueffroy (ur. 21 czerwca 1968 w Pasewalku, zm. 5 lutego 1989 w Berlinie) – uważany za ostatnią śmiertelną ofiarę Muru Berlińskiego.
Gueffroy był ostatnią osobą zastrzeloną przez niemieckie służby graniczne, lecz nie był ostatnią osobą, która straciła życie w trakcie ucieczki. Miesiąc później zginął w katastrofie Winfried Freudenberg, który próbował uciec balonem własnej konstrukcji.

## Życiorys
Przeprowadził się wraz z matką Karin do Berlina w wieku 5 lat. W trzeciej klasie przeniósł się do szkoły sportowej SC Dynamo Berlin, gdzie trenował gimnastykę. Po ukończeniu szkoły średniej zrezygnował z kariery oficera i rozpoczął pracę jako kelner. W styczniu 1989 otrzymał wezwanie do wojska z terminem wcielenia w maju. Gueffroy postanowił uciec z przyjacielem na Zachód.

## Śmierć
Gueffroy wraz z przyjacielem Christianem Gaudianem próbował się przedrzeć przez zasieki z Berlina Wschodniego do Berlina Zachodniego na Britzer Allee w dzielnicy Treptow-Köpenick. Został postrzelony przez żołnierzy Armii Ludowej NRD w serce około godziny 23:40 i zmarł (oficjalnie – w drodze do szpitala, w rzeczywistości – na miejscu postrzelenia) jeszcze przed północą. W sumie oddano 21 strzałów. Jego współtowarzysz przeżył, również ranny (został postrzelony w nogę) został skazany na 3 lata więzienia (został ułaskawiony we wrześniu 1989).
Żołnierze, którzy zastrzelili Chrisa otrzymali nagrody pieniężne w wysokości 150 marek NRD. Oburzenie opinii publicznej doprowadziło do odwołania przez Ericha Honeckera 3 kwietnia 1989 rozkazu strzelania do uciekinierów.

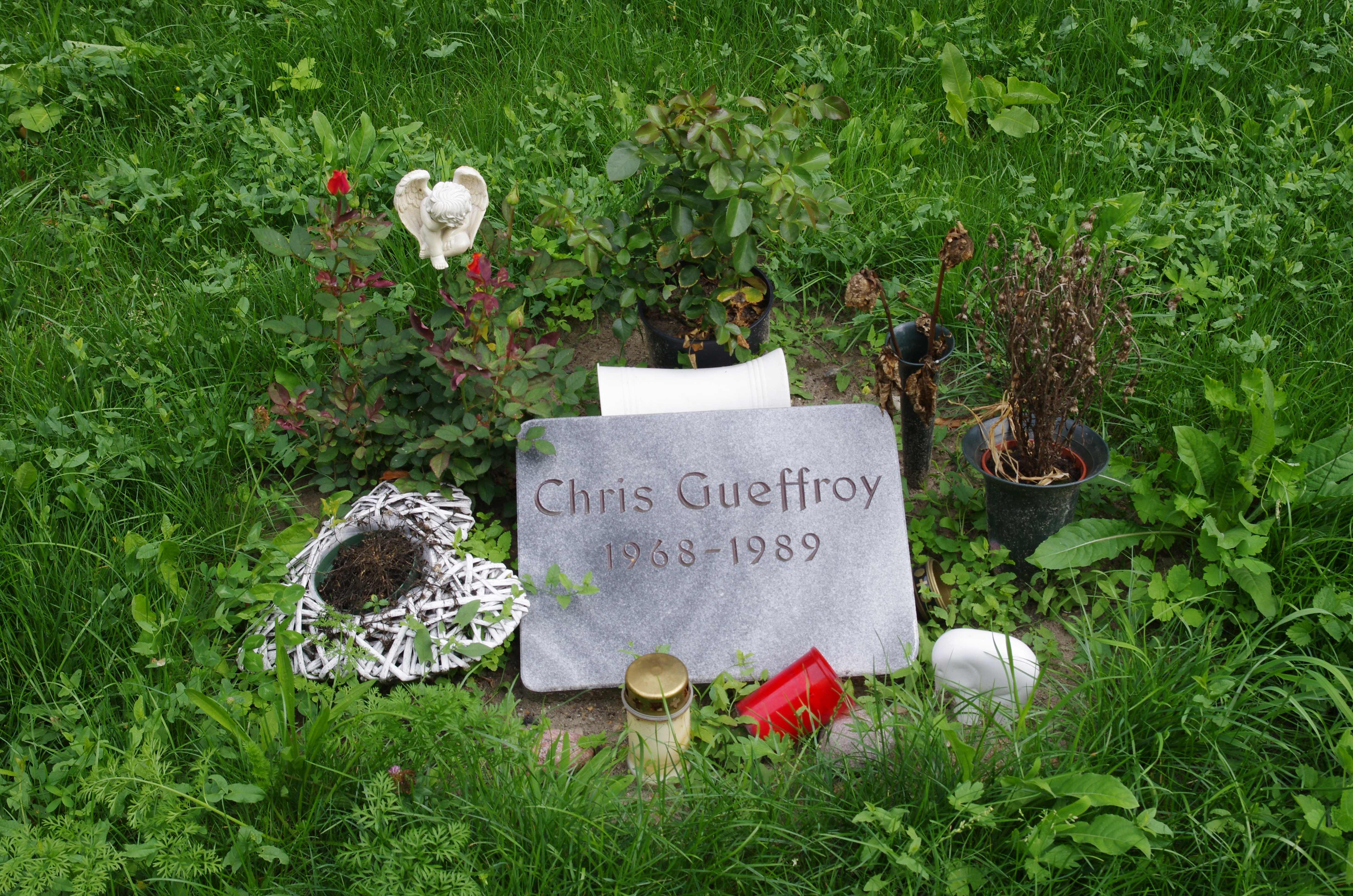
Grób na cmentarzu Baumschuleweg

Gueffroy został pochowany 23 lutego 1989 na cmentarzu Baumschulenweg w Treptow. Pomimo prób Stasi faktu nie udało się ukryć przed opinią publiczną. W pogrzebie uczestniczyło m.in. kilku dziennikarzy z Berlina Zachodniego.

## Pamięć
Po upadku muru jego matka wszczęła prawną procedurę ustalenia sprawców. Po serii procesów zostali skazani na wyroki pozbawienia wolności (część z nich w zawieszeniu). Niektóre wyroki zostały skrócone w apelacji.
21 czerwca 2003 roku (w 35 rocznicę urodzin) w pobliżu miejsca śmierci Gueffroya postawiono na nadbrzeżu kanału Britzer Verbindungskanal pomnik upamiętniający to wydarzenie. Gueffroy został również uczczony na Białych Krzyżach (die Weiße Kreuze), tablicy pamiątkowej poświęconej wszystkim śmiertelnym ofiarom muru, znajdującej się w pobliżu Reichstagu.
W hołdzie ostatniej ofierze muru 10 sierpnia 2010 (w 49. rocznicę powstania muru berlińskiego) południowa część przebiegającej obok miejsca śmierci Chrisa, Britzer Allee została przemianowana na Chris-Gueffroy-Allee.
W roku 2011 niemiecki reżyser Klaus Stalbe nakręcił o Chrisie film dokumentalny Das kurze Leben des Chris Gueffroy.